# Туринская плащаница
Тури́нская плащани́ца (итал. Sindone di Torino) — льняное полотно размером 4,37 на 1,11 метра с негативным изображением мужчины в полный рост, видами спереди и сзади, почитаемое как святыня католической и православной церквями. Многие христиане считают, что именно в это полотно завернули тело Иисуса Христа после смерти, однако официальные представители католической и православной церквей, признавая святость плащаницы, не делают прямых заявлений о её происхождении. В настоящее время плащаница хранится в соборе Святого Иоанна Крестителя в Турине.
Документально впервые была зафиксирована в 1353 году во Франции. Результаты радиоуглеродного анализа 1988 года показали, что ткань плащаницы была создана в Средние века (в XIII или XIV веках).

## Богословский аспект

### Позиция христианских церквей
Католическая церковь не имеет официальной позиции по вопросу происхождения Туринской плащаницы. Антипапа Климент VII в конце XIV века благословил поклонение Туринской плащанице как святыне, являющейся образом или представлением истинной плащаницы. Более поздние Папы римские, начиная с Юлия II, не ставили под сомнение подлинность плащаницы. В 1958 году папа римский Пий XII одобрил поклонение плащанице как иконе Христа. Иоанн Павел II назвал плащаницу «чудом Евангелия», а в 1980 году во время визита в Турин назвал её «выдающейся реликвией, связанной с таинством нашего спасения». В то же время, папы Бенедикт XVI в 2010 году и Франциск в 2013 году продолжили традицию осторожных высказываний о плащанице, используя термин «икона», а не «реликвия». По словам главного редактора ватиканского журнала Чивильта каттолика Антонио Спадаро, это связано с тем, что у Святого Престола отсутствует намерение вступать в дебаты по поводу датировки плащаницы.
Православная церковь также не имеет официальной позиции по вопросу подлинности. Патриарх Алексий II освятил копию плащаницы как «Нерукотворный образ Спасителя».

### Евангельские и апокрифические рассказы
Об использовании плащаницы при погребении Иисуса Христа сообщают все четыре евангелиста:
| Евангелие                | Описание погребения |
| ------------------------ | --- |
| От Матфея (Мф. 27:57-60) | Когда же настал вечер, пришёл богатый человек из Аримафеи, именем Иосиф, который также учился у Иисуса; он, придя к Пилату, просил тела Иисусова. Тогда Пилат приказал отдать тело; и, взяв тело, Иосиф обвил его чистою плащаницею и положил его в новом своём гробе, который высек он в скале; и, привалив большой камень к двери гроба, удалился. |
| От Марка (Мк. 15:43-46)  | …пришёл Иосиф из Аримафеи, знаменитый член совета, который и сам ожидал Царствия Божия, осмелился войти к Пилату, и просил тела Иисусова. Пилат удивился, что Он уже умер… отдал тело Иосифу. Он, купив плащаницу и сняв Его, обвил плащаницею, и положил Его во гробе, который был высечен в скале, и привалил камень к двери гроба.                |
| От Луки (Лк. 23:50-53)   | Тогда некто, именем Иосиф, член совета… пришёл к Пилату и просил тела Иисусова; и, сняв его, обвил плащаницею и положил его в гробе, высеченном [в скале], где ещё никто не был положен. |
| От Иоанна (Ин. 19:38-40) | После сего Иосиф из Аримафеи — ученик Иисуса… просил Пилата, чтобы снять тело Иисуса; и Пилат позволил. <…> Пришёл также и Никодим… Итак они взяли тело Иисуса и обвили его пеленами с благовониями, как обыкновенно погребают Иудеи. |

После Воскресения Иисуса Христа о погребальных пеленах, которые апостол Пётр увидел в пустой гробнице, сообщают евангелисты Лука и Иоанн.
Из апокрифических рассказов о погребальном саване Иисуса Христа сообщает «Евангелие от евреев» во фрагменте сохранившемся в сочинении Иеронима Стридонского «О знаменитых мужах»:

…в Евангелии, названном Евангелием от Евреев, которое я недавно перевел на греческий и латинский и которое часто использует Ориген, после рассказа о воскресении Спасителя говорится: «Но Господь, отдав свой саван священнику, предстал пред Иаковом»

## Исторический аспект

### Легендарные сведения
Алтарные покровы с изображением Христа размером в человеческий рост распространились в Византии в конце XI века, такие покровы, хранившиеся в различных церквях Константинополя, упоминаются в ряде источников XIII века.
По свидетельству Николая Месарита (1201 год), в часовне Богородицы Фарос (греч. Θεοτόκος τοῦ Φάρου) в константинопольском дворце Буколеон («Похоронные Ризы Господни. Они из полотна и ещё благоухают помазанием»). Участник и летописец IV крестового похода, в ходе которого крестоносцами был взят и разграблен Константинополь, Робер де Клари также упоминает хранившийся в монастыре Богородицы Влахернской «саван, которым был обёрнут наш Господь», на котором «можно было хорошо видеть лик нашего Господа», исчезнувший после взятия Константинополя («и никто — ни грек, ни француз — никогда не узнал, что сталось с этим саваном, когда город был взят»).

### Документально известная история
Впервые реликвия была документально зафиксирована во Франции в 1353 году: Жоффруа де Шарни объявил, что плащаница находится у него. Вначале Плащаница была выставлена в городе Лире во владениях де Шарни. В 1452 её выкупил Людовик I Савойский и хранил в городе Шамбери, где она пострадала в пожаре 1532 года.
В 1898 году, когда плащаница была выставлена на обозрение, фотограф-любитель и адвокат Секондо Пиа сделал снимки, и обнаружил на негативах чётко проступивший человеческий лик. Это открытие поставило ряд вопросов, главные из которых были вопрос о подлинности плащаницы и личности изображённого на ней человека. Однако провести серьёзные исследования с помощью современных методов удалось только в конце XX века.
Туринская плащаница открывается для обозрения паломников довольно редко. В последний раз это было сделано с 10 апреля по 23 мая 2010 года. В дни Зимней Олимпиады 2006 года, проходившей в Турине, в подземной части Туринского собора при помощи компьютерной графики было выставлено виртуальное изображение плащаницы, а также устроена экспозиция, посвящённая её истории.
Часть исследователей на основании данных радиоуглеродного анализа, полученных в 1988 году, утверждает, что плащаница была изготовлена в Средние века (XIV век), и в настоящее время учёными делаются попытки реконструкции способа создания изображения на плащанице.

## Естественнонаучный аспект
В фокусе Туринской плащаницы скрестились многие научные, исторические и теологические проблемы.
Во второй половине XX века Ватикан разрешил проведение научных исследований плащаницы с применением специальной аппаратуры. От слова «синдон» некоторые исследователи, занимавшиеся изучением плащаницы, стали называть себя «синдологами», а область своих исследований — «синдологией».

### Ранние исследования плащаницы
Туринская плащаница интересовала многих исследователей. Так, например, французский биолог Поль Виньон (1865—1943) в своей книге «Плащаница Христа» утверждал, что изображение — проекция с некоторого расстояния. Кроме того, он утверждал, что изображение безупречно с анатомической точки зрения. К такому же выводу пришёл и профессор сравнительной анатомии Сорбонны Ив Делаж.
В 1931 году французским хирургом Пьером Барбе было найдено объяснение отсутствия на изображении больших пальцев рук. Исследователь провёл несколько экспериментов на трупах и выяснил, что из-за разрыва запястного сухожилия вследствие его пробития гвоздём большой палец вогнулся внутрь ладони. В позднейшем исследовании эта версия была опровергнута американским патологоанатомом Фредериком Зугибе.
В 1981 году учёными-криминалистами Пьерлуиджи Баймой Боллоне, Марией Йорио и Анной Лючией Массаро было проведено исследование отпечатков крови на Саване. Исследователи сделали вывод, что она принадлежит к IV группе (АВ).

### Трёхмерный анализ изображения
В 1976 году Джон Джексон (англ. John P. Jackson) из Kaman Sciences, Эрик Джампер (англ. Eric J. Jumper) из Технологического института ВВС США и Уильям Эрколин (англ. William R. Ercoline) из Академии ВВС США, на основе изображения на плащанице реконструировал предполагаемую трёхмерную форму тела.
Франсис Филас и Марио Морони, а также некоторые другие учёные из Чикагского университета Лойолы утверждают, что на плащанице имеются следы от монет, которые были положены на глаза завёрнутого в полотно, и в них можно различить символы, характерные для монет времён Пилата.

### Радиоуглеродный анализ
В 1988 году было проведено датирование Туринской плащаницы методом радиоуглеродного анализа. Образец был разделён на три части и исследован в лабораториях Аризонского университета (США), Оксфордского университета (Великобритания) и Федерального политехнического института в Цюрихе (Швейцария). Датировки в этих трёх лабораториях проводились слепым методом и независимо друг от друга и дали практически один и тот же результат (с учётом небольшой погрешности). Анализ показал радиоуглеродный возраст плащаницы 691 ± 31 год, что после калибровки с 95%-й вероятностью указывает на дату изготовления между 1260 и 1390 годами (c округлением до ближайших 10 лет). В целях контроля наряду с образцами плащаницы в лабораториях анализировались три других образца тканей, возраст которых был заведомо известен историкам (но не экспертам, проводившим радиоуглеродный анализ): плащ Людовика IX, сделанный между 1240 и 1270 гг.; саван из египетского погребения, сотканный около 1100 года; и ткань, укутывавшая египетскую мумию, датируемую приблизительно 200 годом. Во всех трёх случаях полученные в лабораториях датировки совпали с исходными данными.
Результаты радиоуглеродного анализа подтверждаются и данными гуманитарных наук. Возраст, полученный радиоуглеродным анализом, совпадает с первым документально зафиксированным упоминанием плащаницы — 1353 год. Искусствоведческий анализ, проведённый в 1973 г., также показал, что внешний вид изображения на плащанице по многим параметрам соответствует представлениям, принятым после 1300 г. Этот вывод подтверждается и данными исторической науки: в библейские времена евреи хоронили своих покойников со скрещёнными на груди руками. Руки, сложенные на лобковой области, как изображено на плащанице, впервые появились на картинах с XI века и были «уступкой стыдливости» того времени. Покойников во времена Христа хоронили голыми, обрезанными и бритыми, что тоже не соответствует изображению на плащанице.
Однако позже были проведены и опубликованы несколько исследований, подвергавших критике результаты датировки. Участник первого проекта по исследованию Туринской плащаницы, химик из Лос-Аламосской лаборатории в США Раймонд Роджерс, проанализировав химический состав ткани, высказал предположение, что образцы, снятые для радиоуглеродного анализа, были взяты не с основной ткани, а с заплат, наложенных во время одной из починок Плащаницы. Критика скептиков побудила к специальному исследованию образцов под микроскопом, которое выявило одинаковое плетение ёлочкой как у образцов, так и у остальной ткани плащаницы. Подобное плетение не имеет других аналогов.
Другой фактор, который мог повлиять на результаты радиоуглеродного анализа — возможное загрязнение ткани плащаницы более молодыми веществами. Из этой предпосылки исходят авторы статьи «К вопросу о датировании Туринской плащаницы» — директор Института криминалистики ФСБ России д. т. н. А. В. Фесенко, директор Российского центра Туринской плащаницы А. В. Беляков, начальник отдела Института криминалистики ФСБ к. х. н. Ю. Н. Тилькунов, начальник отдела Министерства юстиции РФ к. х. н. Т. П. Москвина. Статья об их исследовании была первоначально опубликована в Вестнике РАН. Авторы статьи утверждают, что плащаница подвергалась различным воздействиям, в том числе вывариванию в масле для убеждения неверующих, и методики подготовки образцов плащаницы, использованные при их радиоуглеродном датировании, не обеспечивают полного удаления из ткани высохшего льняного масла. Введённые в 1532 году в ткань 7 % масла, по расчётам авторов, могли сдвинуть радиоуглеродную дату создания плащаницы на 1300 лет вперёд относительно реальной даты.
Однако их результаты вскоре были подвергнуты критике с. н. с. ГАИШ, доцентом Физического факультета МГУ, к. ф.-м. н. В. Г. Сурдиным, который в статье «Ошибка при решении элементарной задачи» (Вестник РАН) доказывает, что выводы Фесенко и его соавторов о возможности существенного искажения радиоуглеродного возраста Туринской плащаницы основываются на грубой математической ошибке при составлении уравнений. Он утверждает, что главная их ошибка заключается в допущении о том, что в момент загрязнения в ткань плащаницы попадал только радиоактивный изотоп углерода 14C, а не природная смесь всех изотопов углерода. Если исправить эту ошибку в вычислениях Фесенко и его соавторов и составить уравнения правильно, то результаты этих вычислений не сильно противоречат результатам радиоуглеродного анализа: даже 10%-ное остаточное загрязнение плащаницы маслом привело бы к её омоложению всего лишь на 276 лет (в случае изготовления полотна в начале нашей эры) или на 39 лет (в случае его изготовления в начале XIV в.).
Плащаница при пожаре в 1532 году была подвергнута воздействию высокой температуры при низком содержании кислорода. В статье доктора биологических наук Кузнецова Д. А., Иванова А. А. и Велецкого П. Р. из научно-исследовательской лаборатории Биополимеров им. Е. А. Седова в Москве описаны эксперименты по оценке точности радиоуглеродного датирования образцов, предварительно подвергнутых сильному нагреванию. Кузнецов приобрёл древнюю ткань из Израиля, возраст которой обычным радиоуглеродным методом был определён в диапазоне 100 до н. э. — 100 н. э. Она была подвергнута сильному нагреванию в присутствии серебра, после чего радиоуглеродный анализ показал возраст в 1400 лет. Авторы объясняли это внедрением дополнительного количества атомов C-14 из продуктов горения в структуру волокон и загрязнением ткани внешним источником. Однако некоторые исследователи оспаривали эти выводы, так как, по их мнению, условия, при которых была подвергнута ткань при пожаре, невоспроизводимы.
В последнее десятилетие статистические подходы стали играть все более важную роль в оценке и критике результатов радиоуглеродного датирования. Риани и др. утверждали, что результаты двенадцати образцов (Плащаница плюс контрольные образцы), опубликованные Дэймоном и др. в 1989 году, демонстрируют неоднородность. Касабьянка и др. повторно исследовали исходные данные 1989 года и пришли к выводу, что измерения, проведенные тремя радиоуглеродными лабораториями, отличаются недостаточной точностью, что существенно подрывает достоверность заявленного 95% доверительного уровня. Достоверность результатов датирования также была поставлена под сомнение Ди Лаццаро и др., которые указали на межлабораторную неоднородность, вызванную, по их мнению, загрязнениями. К аналогичному выводу пришли Уолш и Швальбе, которые пересмотрели статистический метод, примененный к радиоуглеродным измерениям 1989 года, и предположили, что, в то время как данные по Плащанице демонстрировали неоднородность, контрольные образцы этого не показывали. Поскольку источник неоднородности не удалось определить, авторы выдвинули две гипотезы: либо наблюдаемые расхождения объясняются вариацией изотопного состава углерода, либо загрязнения были внесены в ходе процедур предварительной обработки (очистки) в трех лабораториях в 1989 году. В целом, вывод различных статистических анализов был одинаковым и сосредоточен на неоднородности данных по Плащанице, представленных в исследовании 1989 года.

### Другие методы исследования
В 2008 году по заказу Ватикана учёные из компании HAL9000 сделали сверхточный цифровой снимок плащаницы с разрешением в 12,8 млрд пикселей, соединив вместе 1600 кадров. Как сказал участник исследования Мауро Гавинелли, «Мы соединили вместе 1600 кадров, каждый размером с кредитную карту, и создали огромный снимок. Он в 1300 раз больше, чем фотография, сделанная при помощи цифровой камеры с разрешением в 10 миллионов пикселей».
Профессор механико-термических исследований Падуанского университета Джулио Фанти (итал. Giulio Fanti) проводил исследования нахождения ткани относительно тела. В исследовании 2010 г. было обнаружено, что изображение передней стороны тела на Туринской плащанице длиной 1,95 м непосредственно не совместимо с изображением задней части тела длиной 2,02 м. Исследование показало наиболее вероятное положение рук на теле, которое, из-за повреждения ткани огнём не полностью видно на плащанице. Джулио Фанти проводил работы по созданию трёхмерной модели тела Иисуса. Профессор насчитал на изображении 370 ран от бичевания и отметил, что были раны, которые не отобразились на плащанице, так как с тканью соприкасались только передняя и задняя части тела.
В 2013 году на страницах «Query: la scienza indaga i misteri», официального журнала Итальянского комитета по исследованию лженаучных утверждений (CICAP), между Джан Марко Ринальди (итал. Gian Marco Rinaldi) и Джулио Фанти произошла дискуссия относительно проведённых Фанти исследований Туринской плащаницы.
Проведённый в 2015 году анализ следов ДНК на плащанице показал, что в контакт с тканью входили люди из самых разных этнических и географических групп. Джанни Баркачча из Падуанского университета, ответственный за проведение исследования, заявил, что, используя современные методы анализа ДНК, узнать что-то большее о плащанице невозможно.
В 2018 году судебно-медицинским экспертом и антропологом Маттео Боррини и химиком-органиком Луиджи Гарлашелли было проведено исследование по моделированию стока крови с тела на плащаницу. Согласно полученным результатам, часть отпечатков на плащанице является совершенно нереалистичной и не могла быть оставлена телом ни в каком положении, а часть должна была бы иметь совершенно иной характер. Результат исследования был опубликован в Journal of Forensic Sciences.

## Реконструкция способов создания изображения
Изображение тела на Плащанице является одновременно полноразмерным и полутоновым. Исследователями Плащаницы неоднократно предпринимались попытки реконструировать способ создания подобного изображения.
В Новой католической энциклопедии сообщается, что изображение всего тела Иисуса на плащанице довольно чётко выражено, хотя в местах наибольшего прилегания очертания должны быть более выраженными, а местах наименьшего прилегания — менее. В действительности, руки, лицо, в том числе глазницы, имеют чёткие контуры, а некоторые места — ягодицы и пупок — едва заметны, при этом морщины и другие неровности никак не отображены. В энциклопедии делается вывод, что правая рука намеренно удлинена для закрытия области гениталий в угоду «благочестивой скромности», а также, что изображение Иисуса на ткани соответствует иконографическому стилю византийского периода, в то время как ранние изображения Иисуса в катакомбах Рима показывают его безбородым, а в Евангелии и вовсе не даётся никакого описания внешности.
М. Левшенко в 2006 году предположил, что изображение на ткани могло возникнуть под воздействием энергии солнечного света. Масляные следы отпечатка тела на белом полотне, содержащие частицы растительной смолы мирры и гидрофильные вещества из мази, под воздействием энергии солнечного света вызвали окисление и дегидратацию целлюлозы волокон ткани плащаницы. Это вызвало видимый эффект появления «изображения» на ткани. Автором приводятся экспериментальные данные получения этим способом «изображения» ладони на льняном полотне.
В 2009 году группа итальянских учёных во главе с доцентом (итал. Professore Aggregato) органической химии Павийского университета Луиджи Гарласкелли (Luigi Garlaschelli) заявила об удачном завершении экспериментов по реконструкции способа создания изображения на Плащанице. Для точности реконструкции использовались лишь материалы и методы, доступные в Средние века. В результате было получено нечёткое, полутоновое полноразмерное изображение человеческой фигуры, схожее с тем, что имеется на Плащанице. По словам Гарласкелли, Ватикан никак не откликнулся на результаты реконструкции, которая была спонсирована итальянским обществом атеистов и агностиков. Процесс создания изображения проходил в несколько этапов:
1. Доброволец покрывался льняной тканью;
2. Ткань натиралась пигментом с небольшим количеством кислоты;
3. Пигмент постепенно удалялся (для ускорения этого процесса ткань нагревалась в печи);
4. На заключительном этапе на ткань наносили пятна крови и другие декорирующие элементы.

Другими исследователями было наглядным образом продемонстрировано, что качество реконструкции группы Гарласкелли намного уступает качеству оригинала (в частности, не достигнута полутоновость оригинального изображения). Были подвергнуты сомнению сам процесс проведения эксперимента, соблюдение стандартов публикации научного материала и осведомлённость автора исследования непосредственно о химических и физических характеристиках оригинала.

## Иерусалимский саван
Вышедшая в 2009 году статья «Molecular Exploration of the First-Century Tomb of the Shroud in Akeldama, Jerusalem» описывает открытие в древнем захоронении в Иерусалиме частей савана, по данным радиоуглеродного анализа, относящихся к концу I века до н. э. — началу I века н. э. Это одно из очень немногих в районе Иерусалима захоронений с сохранившимися материалом савана. Археолог Шимон Гибсон обнаружил останки, завёрнутые в саван, в пещере в долине Хинном. Анализ ДНК установил, что умерший человек страдал проказой и скончался от туберкулёза. Судя по всему, из-за этого погребальная камера в пещере, где нашли останки, была герметично запечатана. Это, в свою очередь, позволило савану сохраниться до наших дней.
В отличие от Туринской плащаницы, найденный в Иерусалиме саван представляет собой не цельный кусок ткани, а состоит из нескольких частей. В частности, отдельный кусок ткани полагался для головы на тот случай, если человек, которого хоронили, оказывался живым и приходил в сознание. Тогда он мог сдёрнуть с лица часть савана и закричать. Про платок, закрывавший лицо умершего, сообщает и евангелист Иоанн (Ин. 20:6-7) — «Вслед за ним приходит Симон Пётр, и входит во гроб, и видит одни пелены лежащие, и плат, который был на главе Его, не с пеленами лежащий, но особо свитый на другом месте».
В отличие от Туринской плащаницы, найденная ткань была выткана методом простого двустороннего переплетения нитей, а не саржевого (диагонального), которое использовано в Туринской плащанице. Существует точка зрения, что саржевое плетение нитей появилось лишь спустя тысячу лет после предполагаемой даты смерти Христа. Остатки данного савана, по мнению некоторых исследователей, могут подтвердить версию о поддельности Туринской плащаницы.
Однако позже вышли исследования, допускающие предположение, что подобное саржевое плетение ёлочкой применялось в I веке в Сирии для изготовления очень дорогих тканей, и указывающие на возможность изготовления ткани плащаницы на Ближнем Востоке в I веке. Так, в 70-е годы XX века начались исследования поселений на границах Франции, Италии и Швейцарии. По словам исследователя В. В. Неелова, поселения датировались от 5000 до 2900 лет до н. э. В них было найдено много остатков тканей, в том числе саржевого переплетения.
На появление саржи задолго до даты, предполагаемой скептиками указывает и исследование могил в Китае, которые датируются 6-2 вв. до н. э.. Там были найдены многие одежды и ткани, выполненные саржевым плетением. Как указывает в своей научной работе С. И. Руденко, «Чаще других в оледенелых курганах Горного Алтая встречались ткани саржевого переплетения. Их основа и уток переплетаются в киперном двухстороннем переплетении с диагональным рисунком. При одной и той же технике изготовления такой ткани различные её образцы существенно отличаются один от другого по плотности основы и утка. Так, в одних тканях на 1 см² приходится основы 15 нитей и утка 28 нитей, в других при 20 нитях основы 30-35 нитей утка. Кроме того, в некоторых тканях нити утка частью плотно прибиты друг к другу так, что нитей основы не видно, частью между ними имеются промежутки, через которые они видны».

## Копии плащаницы
Копии Туринской плащаницы находятся в Беларуси, Италии, Испании, Португалии, Франции, Бельгии, Мальте, Аргентине, России.
Самая ранняя копия Туринской плащаницы, датированная 1516 годом, находится в ризнице церкви Святого Гоммера в Лире, расположенном в Бельгии.
С 1997 года копия Туринской плащаницы находится в Сретенском монастыре в Москве, являющаяся одной из пяти точных копий Туринской плащаницы. В 2006 году ещё одну копию Туринской плащаницы преподнесли в дар Александро-Свирскому монастырю, освящение её возглавил митрополит Санкт-Петербургский и Ладожский Владимир. 3 мая 2013 года, в Страстную пятницу, в Псковском храме Святой Анастасии Узорешительницы освятили как Нерукотворный Образ переданную в дар ещё одну копию Туринской Плащаницы.